# Eucithara compressicosta
Eucithara compressicosta is een slakkensoort uit de familie van de Mangeliidae. De wetenschappelijke naam van de soort is voor het eerst geldig gepubliceerd in 1895 door Boettger.